# 프랭크 데코바
프랭크 데코바(Frank de Kova, 1910년 3월 17일 ~ 1981년 10월 15일)는 미국의 연극 배우, 영화배우, 텔레비전 배우이다.

## 영화
- 아메리칸 팝 (1981년)
- 베이비 니즈 어 뉴 페어 오브 슈즈 (1974년)
- 헤비 트래픽 (1973년)
- 강력범 (1973년)
- 마피아 혈전 (1973년)
- 냉혈인 (1972년)
- 비밀지령 (1968년)
- 더 레전드 오브 더 보이 앤 더 이글 (1967년)
- 도즈 캘로웨이스 (1965년)
- FBI (1965년)
- 최고의 이야기 (1965년)
- 폴로우 댓 드림 (1962년)
- 아틀란티스, 사라진 땅 (1961년)
- 추격 (1959년)
- 선셋 77번가 (1958년)
- 기관총 켈리 (1958년)
- 십대 혈거인 (1958년)
- 카우보이 (1958년)
- 까라마조프의 형제들 (1958년)
- 화살의 질주 (1957년)
- 산티아고 (1956년)
- 론 레인저 (1956년)
- 십계 (1956년) - 아비램 역
- 딜론 보안관 (1955년)
- 샤이안 (1955년)
- 라라미에서 온 사나이 (1955년)
- 디즈니랜드 (1954년) - 나레이터 역
- 용감한 린티 (1954년)
- 사막의 노래 (1953년)
- 카이버 라이플의 왕 (1953년)
- 형제는 용감했다 (1953년)
- 빅 스카이 (1952년)